# Джеффрі Ґолдстоун
Дже́ффрі Ґолдсто́ун (англ. Jeffrey Goldstone; нар. 3 вересня 1933, Манчестер, Велика Британія) — британський фізик-теоретик, член Лондонського королівського товариства (1977) і Американської академії мистецтв і наук (1977).

## Біографія
У 1956 році закінчив у Кембриджський університет, де працював до 1977 року. З 1977 року — професор Массачусетського технологічного інституту.
Відомий працями у квантовій теорії поля, теорії елементарних частинок, математичній фізиці. Розробив модифікації діаграм Фейнмана для нерелятівістських багатоферміонних систем, які зараз називають діаграмами Голдстоуна.
У 1961 році висунув ідею спонтанного порушення симетрії, увів гіпотетичну безмасову частинку (бозон Ґолдстоуна). У 1961 році сформулював теорему, важливу для визначення типу порушення симетрії (теорема Ґолдстоуна), у 1962 році дав незалежно від А. Салама і С. Вайнберга її загальне математичне доведення.
Член Лондонського королівського товариства (1977).